# Atli Pætursson Dam
Atli Pætursson Dam (12. září 1932, Tvøroyri, ostrov Suðuroy – 7. února 2005, Tórshavn) byl faerský politik.

## Politické působení
V letech 1972–1993 byl předsedou Faerské sociálně demokratické strany, v letech 1970–1981, 1985–1989 a 1991–1993 předsedou vlády Faerských ostrovů.
Platil za vynikajícího vyjednávače, jeho zásluhou kupříkladu Faeřané získali v roce 1992 kompetence rozhodovat o využití svého nerostného bohatství, což by jim v budoucnu mohlo umožnit stát se hospodářsky nezávislými na Dánsku.